# 蒲桃小光壳炱
蒲桃小光壳炱（学名：Asteridiella syzygii）是属于小煤炱目小煤炱科小光壳炱属的一种真菌，寄生在蒲桃属植物上。该种分布于中国、乌干达、印度。